# Ricardo Nassif
Ricardo Nassif (1924 - 1984), pedagogo argentino, profesor de Filosofía y Ciencias de la Educación por la Universidad Nacional de La Plata. Se desempeñó en cátedras de su especialidad en las Universidades de Tucumán y La Plata, como experto de Unesco y siendo incorporado a la Academia Nacional de Educación de la Argentina. Sufrió un exilio obligatorio en 1975. Por su vida y obra es un referente en la  historia de pedagogía argentina y latinoamericana, del campo de Ciencias de la educación. Es autor de varios libros entre los que se destacan: Pedagogía general, Pedadogía de nuestro tiempo  y Teoría de la Educación además de gran cantidad de artículos en revistas argentinas y del exterior.

## Biografía
Nació en la provincia de San Luis el 28 de mayo de 1924 y falleció el 30 de noviembre de 1984 a los sesenta años. Estudió en la Facultad de Humanidades y Ciencias de la Educación de la Universidad Nacional de La Plata graduándose como profesor en Filosofía y Ciencias de la Educación en el año 1948.
Se desempeñó como docente en la Universidad Nacional de Tucumán ocupando la cátedra de Pedagogía y en la Universidad Nacional de La Plata donde ejerció en las cátedras de Pedagogía y Filosofía de la Educación. De esta última fue Director del Instituto de Pedagogía y del Departamento de Ciencias de la Educación de la Facultad de Humanidades y Ciencias de la Educación. Dirigió trabajos de investigación y tesis doctorales como las de Julia Silber. Debido a razones políticas fue separado de sus cargos en 1975, iniciando posteriormente su carrera en la Unesco en funciones directivas de experto y de investigador en Ciencias de la Educación ejerciendo así también su labor en diversas universidades latinoamericanas. Fue incorporado a la Academia Nacional de Educación no llegando a ocupar su sitial dado su  fallecimiento.

## Pensamiento
Ricardo Nassif habla de dos aspectos en los que la pedagogía busca ocuparse del proceso educativo; el primero es como un cuerpo de doctrinas o de normas capaces de explicar el fenómeno de la educación en tanto realidad y el segundo busca conducir el proceso educativo en tanto actividad. Para Adelmo Montenegro logra una unidad en el pensamiento pedagógico destacando que: "En tiempos de ardiente discusión sobre el contenido y valor del saber pedagógico mantuvo, junto a una actitud de apertura hacia lo nuevo, la idea rectora de la autonomía y carácter sistemático de la ciencia de la formación humana. Honró así la pedagogía argentina, incorporándose a la galería de sus cultivadores más distinguidos".
Por su parte Celia Agudo de Córsico destaca que "Envuelto en las formas dulces y cariñosas, en las que se asomaban confidencialmente el humor y la suave ironía, aparecía siempre su espíritu elevado, ajeno a toda vulgaridad. Su amor a la filosofía en la que busco siempre las más hondas razones que pudieran dar sentido, legitimar y enriquecer la Pedagogía, se hizo en él no sólo en el sentido de saber, sino más plenamente en el sabiduría.
En su pensamiento se destaca la preocupación por realizar un análisis crítico de la formación pedagógica y educacional con el objeto de determinar lineamientos de una ciencia puesta al servicio de la comunidad nacional. Este discurso pretende constituirse como una alternativa superadora de conflictos y controversias preexistentes en el campo, como posiciones antitéticas (espiritualismo y positivismo). Porque subraya que la construcción de una visión sintética de la teoría pedagógica requiere trascender las contiendas entre escuelas cerradas con el objeto de dar cuenta de las diversas facetas que constituyen lo educativo. De esta manera, intenta integrar lo que considera como aporte más valioso de cada tendencia en una teoría de la formación amplia y coherente, propugnando la elaboración de una pedagogía de síntesis.
Ricardo Nassif (1961) además propondrá que la formación pedagógica –además de su clásica función de preparación para la docencia- incorpore la investigación de los hechos pedagógicos, incremente la realización de experiencias educativas, garantice un enfoque interdisciplinario de la temática pedagógica y acreciente la preparación técnico – profesional y para el trabajo de campo mediante la formación de expertos. En esta perspectiva, adquiere relevancia la conformación de una red de relaciones internas y externas a la institución entre pedagogos del ámbito nacional. Su finalidad sería la elaboración de aportes para esclarecer problemáticas educativas relevantes. Como destacan Paso, Garate, Silber y Citarelli (2004) "el enfoque ideológico de esta visión reconoce la importancia de una línea democrática y popular para orientar la producción de discursos y prácticas".

## Obras

### Libros
- Pedagogía General, Editorial Kapelusz, 1958
- Pedagogía de nuestro tiempo: hechos, problemas y orientaciones, Editorial Kapelusz, 1960.
- 'Teoría de la Educación. Problemática pedagógica contemporánea, Editorial Cincel, Madrid, 1980.
- Las Tendencias Pedagógicas en América Latina (1960-1980), en El Sistema Educativo en América Latina, Argentina, Editorial Kapelusz, 1984.
- Dewey, su pensamiento pedagógico, Centro Editor de América Latina, Buenos Aires, 1992.
- Spranger, su pensamiento pedagógico, Centro Editor de América Latina, Buenos Aires, 1993.

### Artículos
- Aproximaciones a la educación contemporánea, Revista De La Universidad, Universidad Nacional de La Plata. 1959.
- Pedagogía universitaria y formación pedagógica del universitario,  Universidad Nacional del Litoral, San Fe 1957.
- Hacia una pedagogía de la Universidad, Revista De La Universidad, Universidad Nacional de La Plata. 1960.
- (comentarios) al libro del El educador nato de Spranger, Eduard; Buenos Aires, Kapelusz, 1960.
- Homenaje a Sarmiento, Revista de La Universidad, Universidad Nacional de La Plata, 1961.
- Joaquín V. González, pedagogo de la Universidad,Instituto Cultural Joaquín V. González, Buenos Aires, 1966.
- La Universidad de Joaquín V. González, Revista de la Universidad, La Plata, n.º 22, 1970.
- Acción de la Pedagogía, Afectividad del Educador, Agente Educador, Amor Pedagógico, Antifinalismo, Antimetodismo, Antinomias Pedagógicas, Antropología Pedagógica, Ascética, Educación, Autoeducación, Autoridad, Autoritarismo,Bode, Boyd Henry y Brameld, Theodore en Gran Enciclopedia de Ciencias de la Educación OMEBA, Tomo I, Buenos Aires, 1969.
- Calcagno, Alfredo Domingo (1891-1962), Gran Enciclopedia de Ciencias de la Educación OMEBA, Tomo II, Buenos Aires, 1970.